# Sludica
Sludica — вимерлий рід проциносухидних цинодонтів з пізньої пермі Росії. Скам'янілості знайдені в Ільїнській зоні скупчення Великоустюгського району Вологодської області, що співвідноситься з зоною скупчення цистецефалів. Тип і єдиний вид – Sludica bulanovi.